# Reginald Carter (Schauspieler)
Reginald „Reggie“ Carter († September 1995) war ein britischer Schauspieler, der auf Jamaika lebte.

## Leben
Reginald Carter war zunächst als Journalist und Rundfunksprecher für die Jamaica Broadcasting Corporation tätig. Lokale Popularität auf Jamaika erlangte er auch als Theaterdarsteller, bevor er mit seinem kurzen Auftritt als Mr. Jones, einem Handlanger von Dr. No, dem Gegenspieler von James Bond, in dem Film James Bond – 007 jagt Dr. No an der Seite von Sean Connery international bekannt wurde. In diesem Film war Thomas Eckelmann der deutsche Synchronsprecher für Carter.
In dem Drama Sankofa war Carter als Father Raphael zu sehen; ab 1994 spielte Carter in der jamaikanischen Fernsehserie Royal Palm Estate den Patriarchen Ted Blackburn.
Carter war mit der jamaikanischen Schauspielerin Sheila Carter (geb. Hill) verheiratet.

## Filmografie
- 1962: James Bond – 007 jagt Dr. No (Dr. No)
- 1986: Die Rückkehr zur Schatzinsel (Return to Treasure Island) (Fernsehserie, Folge 1x03 Island of the Damned)
- 1991: The Lunatic
- 1993: Sankofa
- ab 1994 Royal Palm Estate (Fernsehserie)

Kurzauftritt
- 1963: in Making-of zu Dr. No